# Мухобойка (персонаж)
Мухобойка – это персонаж из фильмов Gaviol Movies, который попадает в разные путешествия, например, в фильмах за пределами Сум он был за пределами Сум, а в фильме Мухобойка, которая боится захода Солнца она боится захода Солнца, и ест вымешленное растение Лёгонка, чтобы не боятся захода Солнца.